# 道の駅いぶすき
道の駅いぶすき（みちのえき いぶすき）は、鹿児島県指宿市小牧にある国道226号の道の駅である。
南薩地域の玄関口に位置し、錦港湾、大隅半島などを望む場所にあり、PFI事業で運営される形態としては奈良県奈良市の道の駅針T・R・Sに続いて全国で2例目である。

## 施設
- 駐車場
  - 普通車：59台
  - 大型車：4台
  - 身障者用：4台
- トイレ
  - 男：大 3器（2器）、小 7器（5器）
  - 女：6器（4器）
  - 身障者用：4器（4器）

※（）内は、24時間利用可能
- 公衆電話
- 郵便ポスト（鹿児島南郵便局）
- 海鮮レストラン「海音」（11:00 - 15:00）
- ファーストフードコーナー
- 特産物販売所
- 公園
- 展望台

## 休館日
- 第1水曜日（5月・8月を除く）
- 1月1日

## アクセス
- 国道226号 - 登録路線

## 周辺
- 錦江湾
- 観音崎
- 指宿温泉
- 池田湖
- JR指宿枕崎線 生見駅
- 生見海水浴場